# César 2018

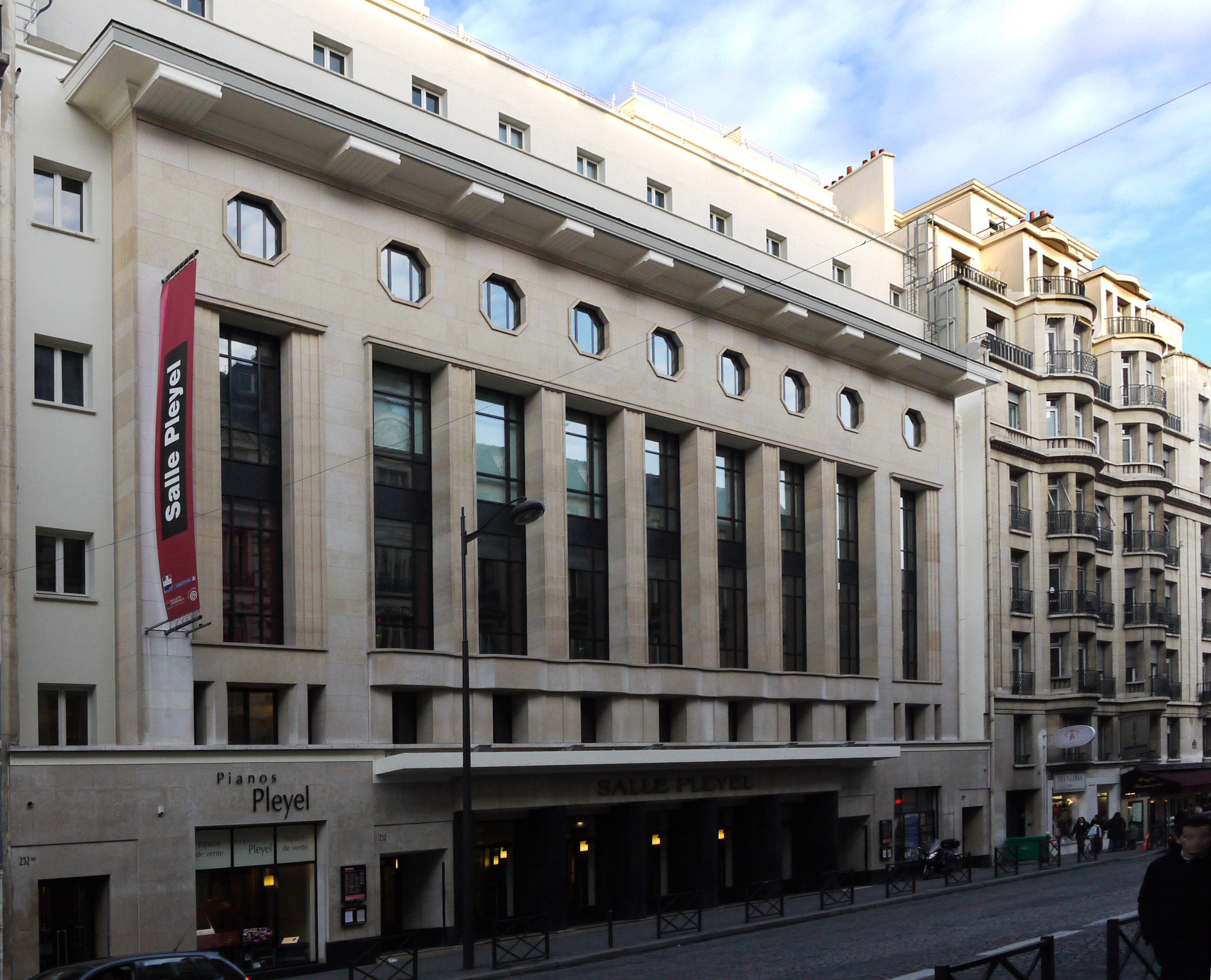
Der Pariser Salle Pleyel, Veranstaltungsort der César-Verleihung

Die 43. César-Verleihung fand am 2. März 2018 im Salle Pleyel in Paris statt. Die von der französischen Académie des Arts et Techniques du Cinéma vergebenen Filmpreise für die besten Produktionen des Kinojahres 2017 wurden in 22 Kategorien verliehen. Den jährlich wechselnden Vorsitz der Gala übernahm die französische Schauspielerin Vanessa Paradis. Als Moderator („maître cérémonie“) durch den Abend führte der Schauspieler Manu Payet.
Bei Bekanntgabe der Nominierungen am 31. Januar 2018 hatten das beim Filmfestival von Cannes preisgekrönte AIDS-Aktivisten-Drama 120 BPM von Robin Campillo und die Tragikomödie Au revoir là-haut von Albert Dupontel, eine Verfilmung des gleichnamigen preisgekrönten Romans von Pierre Lemaitre (deutscher Titel: Wir sehen uns dort oben), das Favoritenfeld mit je 13 Nominierungen angeführt. Am erfolgreichsten schnitt 120 BPM ab, der sechs seiner Nominierungen in Siege umsetzen konnte, darunter der Preis für den besten Film des Jahres. Erstmals in der Geschichte der Césars wurde auch ein Publikumspreis für den besten Film („César du public“) vergeben, den die französisch-belgische Action-Komödie Die Super-Cops – Allzeit verrückt! von Dany Boon gewann. Erinnert wurde im Rahmen der Veranstaltung an die verstorbenen Schauspieler Mireille Darc und Johnny Hallyday.
Die Preisverleihung stand im Zeichen der #MeToo-Debatte um Machtmissbrauch und sexualisierte Gewalt in der Unterhaltungsindustrie, weshalb viele Teilnehmer als Zeichen der Solidarität eine weiße Schleife trugen. Bereits vor der Verleihung als Gewinnerin fest stand die spanische Schauspielerin Penélope Cruz, der man den Ehrenpreis der französischen Filmakademie zuerkannt hatte.
Die Veranstaltung wurde live vom französischen Fernsehsender Canal+ übertragen. Etwas mehr als zwei Mio. Fernsehzuschauer sahen die Preisverleihung, was einem gestiegenen Marktanteil von 11,4 Prozent im Vergleich zum Vorjahr (10,5 Prozent bei 1,9 Mio. Zuschauern) entsprach.

## Preisträger und Nominierte
| Film                               | N  | A |
| ---------------------------------- | -- | - |
| 120 BPM                            | 13 | 6 |
| Au revoir là-haut                  | 13 | 5 |
| Das Leben ist ein Fest             | 10 | 0 |
| Barbara                            | 9  | 2 |
| Bloody Milk                        | 8  | 3 |
| Raw                                | 6  | 0 |
| Redoutable                         | 5  | 0 |
| Lieber leben                       | 4  | 0 |
| Frühes Versprechen                 | 4  | 0 |
| Die Wächterinnen                   | 4  | 0 |
| Die brillante Mademoiselle Neïla   | 3  | 1 |
| Augenblicke: Gesichter einer Reise | 2  | 0 |
| Bonjour Paris                      | 2  | 0 |
| Die Poesie der Liebe               | 2  | 0 |

### Bester Film
präsentiert von Vanessa Paradis
120 BPM (120 battements par minute) – Regie: Robin Campillo
- Au revoir là-haut – Regie: Albert Dupontel
- Barbara – Regie: Mathieu Amalric
- Die brillante Mademoiselle Neïla (Le brio) – Regie: Yvan Attal
- Das Leben ist ein Fest (Le sens de la fête) – Regie: Éric Toledano und Olivier Nakache
- Lieber leben (Patients) – Regie: Grand Corps Malade und Mehdi Idir
- Bloody Milk (Petit paysan) – Regie: Hubert Charuel

### Beste Regie
präsentiert von Dany Boon
Albert Dupontel – Au revoir là-haut
- Mathieu Amalric – Barbara
- Robin Campillo – 120 BPM (120 battements par minute)
- Hubert Charuel – Bloody Milk (Petit paysan)
- Julia Ducournau – Raw (Grave)
- Michel Hazanavicius – Redoutable (Le Redoutable)
- Éric Toledano und Olivier Nakache – Das Leben ist ein Fest (Le sens de la fête)

### Beste Hauptdarstellerin
präsentiert von Lambert Wilson
Jeanne Balibar – Barbara

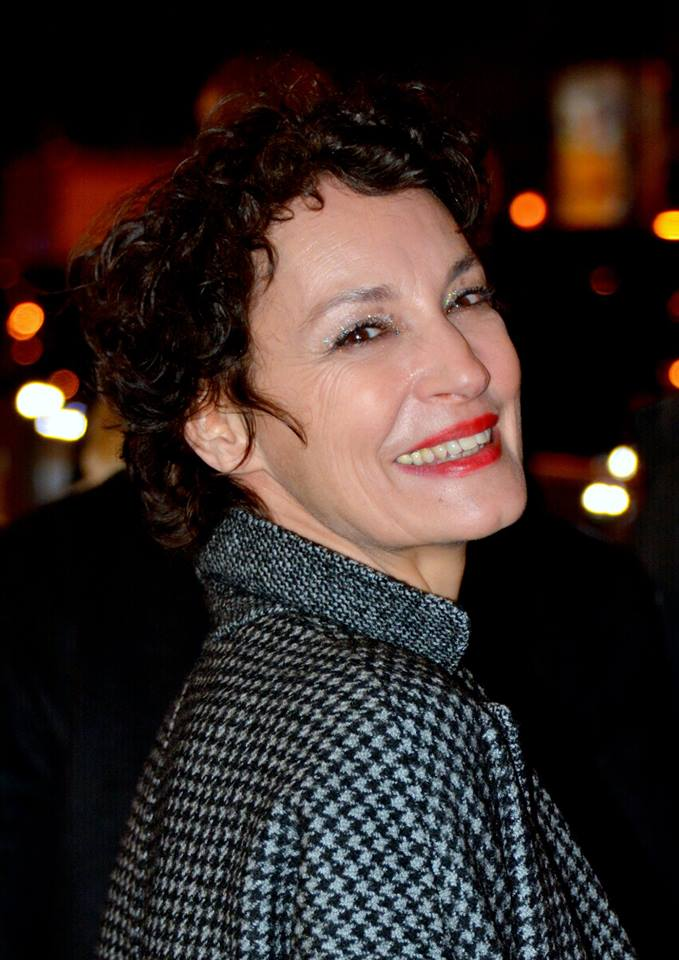
Jeanne Balibar

- Juliette Binoche – Meine schöne innere Sonne (Un beau soleil intérieur)
- Emmanuelle Devos – Numéro une
- Marina Foïs – L’atelier
- Charlotte Gainsbourg – Frühes Versprechen (La promesse de l’aube)
- Karin Viard – Die Neiderin (Jalouse)
- Doria Tillier – Die Poesie der Liebe (Monsieur & Madame Adelman)

### Bester Hauptdarsteller
präsentiert von Isabelle Huppert
Swann Arlaud – Bloody Milk (Petit paysan)
- Daniel Auteuil – Die brillante Mademoiselle Neïla (Le brio)
- Jean-Pierre Bacri – Das Leben ist ein Fest (Le sens de la fête)
- Guillaume Canet – Rock’n Roll
- Albert Dupontel – Au revoir là-haut
- Louis Garrel – Redoutable (Le Redoutable)
- Reda Kateb – Django – Ein Leben für die Musik (Django)

### Beste Nebendarstellerin
präsentiert von Laura Smet
Sara Giraudeau – Bloody Milk (Petit paysan)
- Laure Calamy – Ava
- Anaïs Demoustier – La villa
- Adèle Haenel – 120 BPM (120 battements par minute)
- Mélanie Thierry – Au revoir là-haut

### Bester Nebendarsteller
präsentiert von Laurence Arné und François-Xavier Demaison
Antoine Reinartz – 120 BPM (120 battements par minute)
- Niels Arestrup – Au revoir là-haut
- Laurent Lafitte – Au revoir là-haut
- Gilles Lellouche – Das Leben ist ein Fest (Le sens de la fête)
- Vincent Macaigne – Das Leben ist ein Fest (Le sens de la fête)

### Beste Nachwuchsdarstellerin
präsentiert von Blanche Gardin

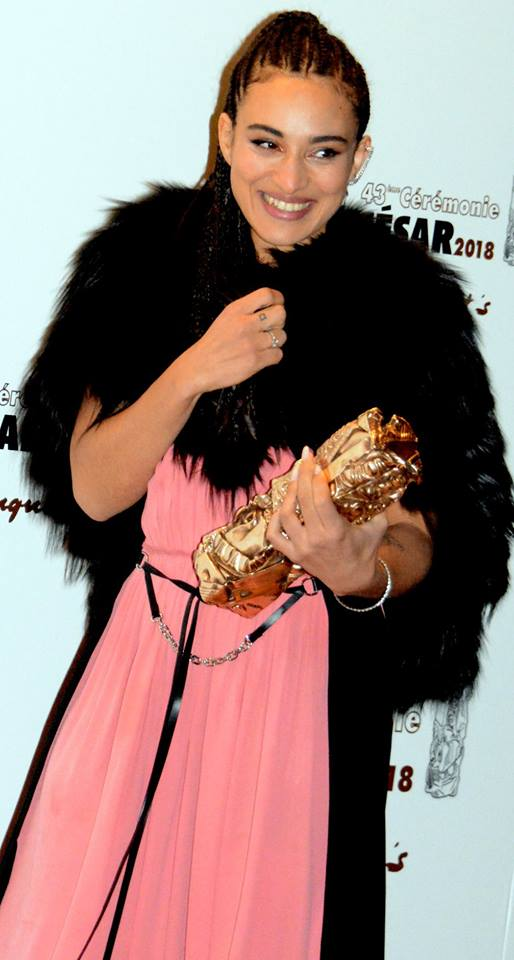
Camélia Jordana

Camélia Jordana – Die brillante Mademoiselle Neïla (Le brio)
- Iris Bry – Die Wächterinnen (Les gardiennes)
- Lætitia Dosch – Bonjour Paris (Jeune femme)
- Eye Haïdara – Das Leben ist ein Fest (Le sens de la fête)
- Garance Marillier – Raw (Grave)

### Bester Nachwuchsdarsteller
präsentiert von Juliette Binoche
Nahuel Pérez Biscayart – 120 BPM (120 battements par minute)
- Benjamin Lavernhe – Das Leben ist ein Fest (Le sens de la fête)
- Finnegan Oldfield – Marvin (Marvin ou La belle éducation)
- Pablo Pauly – Lieber leben (Patients)
- Arnaud Valois – 120 BPM (120 battements par minute)

### Bestes Originaldrehbuch
präsentiert von Noomi Rapace und Lucien Jean-Baptiste
Robin Campillo – 120 BPM (120 battements par minute)
- Mathieu Amalric und Philippe Di Folco – Barbara
- Julia Ducournau – Raw (Grave)
- Claude Le Pape und Hubert Charuel – Bloody Milk (Petit paysan)
- Éric Toledano und Olivier Nakache – Das Leben ist ein Fest (Le sens de la fête)

### Bestes adaptiertes Drehbuch

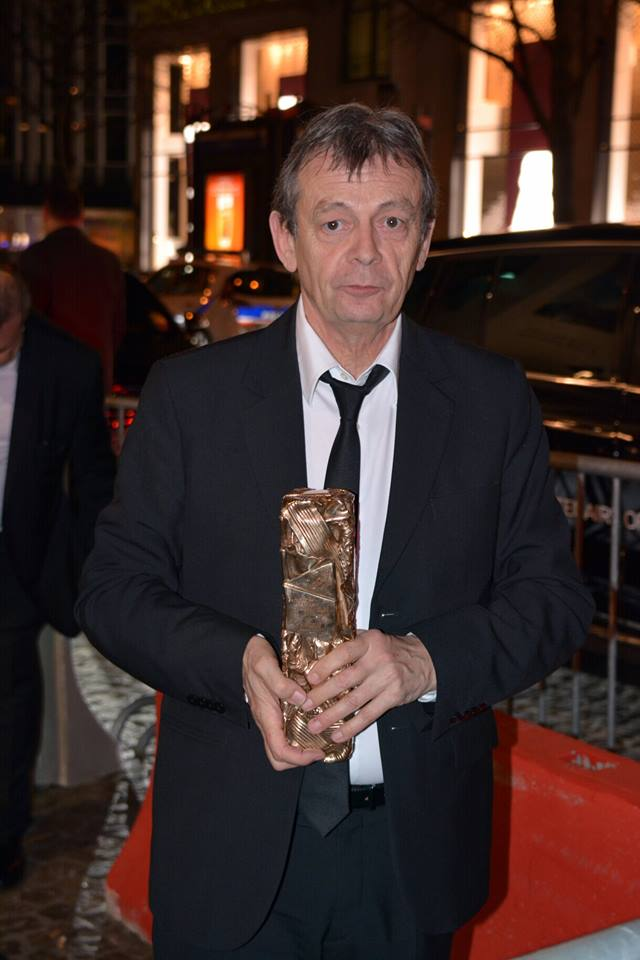
Pierre Lemaitre

präsentiert von Stéphane De Groodt und Olga Kurylenko
Albert Dupontel und Pierre Lemaitre – Au revoir là-haut
- Xavier Beauvois, Frédérique Moreau und Marie-Julie Maille – Die Wächterinnen (Les gardiennes)
- Grand Corps Malade und Fadette Drouard – Lieber leben (Patients)
- Éric Barbier und Marie Eynard – Frühes Versprechen (La promesse de l’aube)
- Michel Hazanavicius – Redoutable (Le Redoutable)

### Bestes Szenenbild
präsentiert von Pascal Elbé und Vincent Elbaz
Pierre Quefféléan – Au revoir là-haut
- Emmanuelle Duplay – 120 BPM (120 battements par minute)
- Laurent Baude – Barbara
- Pierre Renson – Frühes Versprechen (La promesse de l’aube)
- Christian Marti – Redoutable (Le Redoutable)

### Beste Kostüme
präsentiert von Aure Atika
Mimi Lempicka – Au revoir là-haut
- Catherine Bouchard – Frühes Versprechen (La promesse de l’aube)
- Pascaline Chavanne – Barbara
- Isabelle Pannetier – 120 BPM (120 battements par minute)
- Anaïs Romand – Die Wächterinnen (Les gardiennes)

### Beste Kamera
präsentiert von Alice Belaïdi und Arié Elmaleh
Vincent Mathias – Au revoir là-haut
- Christophe Beaucarne – Barbara
- Caroline Champetier – Die Wächterinnen (Les gardiennes)
- Jeanne Lapoirie – 120 BPM (120 battements par minute)
- Guillaume Schiffman – Redoutable (Le Redoutable)

### Bester Schnitt
präsentiert von Pascal Elbé und Vincent Elbaz
Robin Campillo – 120 BPM (120 battements par minute)
- François Gédigier – Barbara
- Julie Lena, Lilian Corbeille und Grégoire Pontécaille – Bloody Milk (Petit paysan)
- Christophe Pinel – Au revoir là-haut
- Dorian Rigal-Ansous – Das Leben ist ein Fest (Le sens de la fête)

### Bester Ton
präsentiert von Alice Belaïdi und Arié Elmaleh
Olivier Mauvezin, Nicolas Moreau und Stéphane Thiébaut – Barbara
- Pascal Armant, Sélim Azzazi und Jean-Paul Hurier – Das Leben ist ein Fest (Le sens de la fête)
- Mathieu Descamps, Séverin Favriau und Stéphane Thiébaut – Raw (Grave)
- Jean Minondo, Gurwal Coïc-Gallas, Cyril Holtz und Damien Lazzerini – Au revoir là-haut
- Julien Sicart, Valérie de Loof und Jean-Pierre Laforce – 120 BPM (120 battements par minute)

### Beste Filmmusik
präsentiert von Eddy Mitchell
Arnaud Rebotini – 120 BPM (120 battements par minute)
- Matthieu Chedid – Augenblicke: Gesichter einer Reise (Visages, villages)
- Myd – Bloody Milk (Petit paysan)
- Christophe Julien – Au revoir là-haut
- Jim Williams – Raw (Grave)

### Bester Erstlingsfilm
präsentiert von Golshifteh Farahani
Bloody Milk (Petit paysan) – Regie: Hubert Charuel
- Bonjour Paris (Jeune femme) – Regie: Léonor Serraille
- Lieber leben (Patients) – Regie: Grand Corps Malade und Mehdi Idir
- Die Poesie der Liebe (Monsieur & Madame Adelman) – Regie: Nicolas Bedos
- Raw (Grave) – Regie: Julia Ducournau

### Bester Animationsfilm
präsentiert von Manu Payet
Le grand méchant renard et autres contes … – Regie: Benjamin Renner und Patrick Imbert
- Sahara – Regie: Pierre Coré
- Zombillénium – Regie: Arthur de Pins und Alexis Ducord

### Bester Dokumentarfilm
präsentiert von Elsa Zylberstein
I Am Not Your Negro – Regie: Raoul Peck
- 12 Tage (12 jours) – Regie: Raymond Depardon
- Augenblicke: Gesichter einer Reise (Visages, villages) – Regie: Agnès Varda und JR
- Carré 35 – Regie: Éric Caravaca
- À voix haute – La force de la parole – Regie: Stéphane de Freitas

### Bester animierter Kurzfilm
präsentiert von Manu Payet
Opi, das Walross (Pépé le morse) – Regie: Lucrèce Andreae
- Le futur sera chauve – Regie: Paul Cabon
- I Want Pluto to Be a Planet Again – Regie: Marie Amachoukeli und Vladimir Mavounia-Kouka
- Le jardin de minuit – Regie: Benoît

### Bester Kurzfilm
präsentiert von Géraldine Nakache
Les bigorneaux – Regie: Alice Vial
- Le bleu blanc rouge de mes cheveux – Regie: Josza Anjembe
- Debout Kinshasa! – Regie: Sébastien Maître
- Heldin meiner Kindheit (Marlon) – Regie: Jessica Palud
- Les misérables – Regie: Ladj Ly

### Bester ausländischer Film
präsentiert von Sophie Marceau und Pierre Richard
Loveless (Нелюбовь), Russland – Regie: Andrei Swjaginzew
- Dunkirk, Vereinigtes Königreich/USA/Frankreich/Niederlande – Regie: Christopher Nolan
- Ein königlicher Tausch (L’échange des princesses), Frankreich/Belgien – Regie: Marc Dugain
- La La Land, USA – Regie: Damien Chazelle
- Die Nile Hilton Affäre (The Nile Hilton Incident), Schweden/Dänemark/Deutschland/Frankreich – Regie: Tarik Saleh
- Noces, Belgen/Pakistan/Luxemburg/Frankreich – Regie: Stephan Streker
- The Square, Schweden/Deutschland/Frankreich/Dänemark – Regie: Ruben Östlund

## Ehrenpreis
präsentiert von Marion Cotillard und Pedro Almodóvar
Penélope Cruz – spanische Schauspielerin

## Publikumspreis
präsentiert von Line Renaud

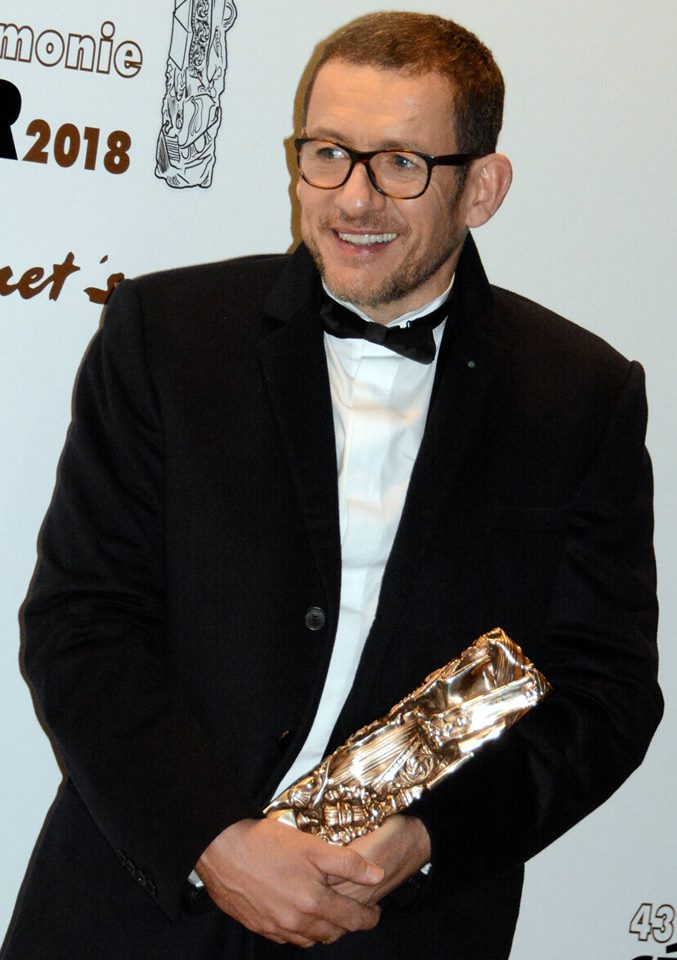
Dany Boon

Die Super-Cops – Allzeit verrückt! (Raid dingue) – Produktion: Jérôme Seydoux, Regie: Dany Boon